# مجلس مساعدين
مجلس المساعدين هو مجلس مكون من أعضاء ينتمون إلى هيئات مهنية أو تجارية أو حرفية أو عمالية. نشأ هذا المصطلح بين نقابة الصناع وأصحاب الحرف في لندن، لكن ربما تستخدمه نقابات تجارية أخرى. يعد مجلس المساعدين الكيان المتحكم عادة في هذه الهيئات وربما يضم موظفين، كما هو الحال في النقابة المبجلة لصانعي الساعات التي تم إنشاؤها في عام 1631: "فالكيان المتحكم في النقابة هو مجلس المساعدين، والذي يتكون من الرئيس وثلاثة من الأعضاء الإداريين للنقابة وأقل من عشرة من المساعدين."
يوجد مثال آخر، وهو النقابة المحترمة للمدفعية والتي تضم مجلساً عامًا سنويًا مفتوحًا لجميع الأعضاء. ويجتمع هذا المجلس في مارس لانتخاب 20 مساعدًا. يتحكم مجلس المساعدين في النقابة فيما يتعلق بالشؤون المدنية والمالية، والتي تم إنشاؤها لأول مرة في عام 1633.